# 445 Edna
445 Edna је астероид. Приближан пречник астероида је 87,17 km,
а средња удаљеност астероида од Сунца износи 3,201 астрономских јединица (АЈ).
Инклинација (нагиб) орбите у односу на раван еклиптике је 21,369 степени, а орбитални период износи 2092,170 дана (5,728 година). Ексцентрицитет орбите астероида износи 0,191.
Апсолутна магнитуда астероида износи 9,29 а геометријски албедо 0,044.
Астероид је откривен 2. октобра 1899. године.